# Gheorghi Gapon
Gheorghi Apollonovici Gapon (în rusă Георгий Аполлонович Гапон) (n. 1870 – d. 10 aprilie 1906) a fost un preot ortodox rus și un cunoscut conducător al muncitorilor în anii de dinaintea Revoluției din 1905.

## Biografie
Gapon a fost fiul unui bogat proprietar agricol din regiunea Poltava și a fost educat într-un seminar teologic. După moartea soției sale s-a mutat în Sankt Petersburg, unde a absolvit Academia Teologică în anul 1903.
Părintele Gapon a organizat Uniunea muncitorilor din fabricile și uzinele rusești din capitala Imperiului Rus. Organizația era sub controlul poliției și al Ohranei. Obiectivele uniunii erau apărarea drepturilor muncitorilor și ridicarea nivelului moral și religios. În rândurile organizației erau primiți numai credincioși ortodocși ruși. În scurtă vreme de la fondare organizația avea 12 filiale cu 8.000 de membri, iar Gapon a încercat să-i extindă activitatea și la Moscova și Kiev. Se pare că preotul nu a fost numai un instrument obedient al poliției, ci, cooperând cu aceasta, a încercat să-și atingă propriile obiective.
Începând cu anul 1904 Gapon a inițiat o cooperare și cu elementele radical-revoluționare, care luptau pentru abolirea autocrației țariste.
Pe 22 ianuarie (stil nou)/9 ianuarie (stil vechi), la o zi după izbucnirea grevei generale în Sankt Petersburg, Gapon a organizat o procesiune pentru a prezenta o petiție țarului Nicolae al II-lea, procesiune care s-a încheiat tragic prin împușcarea și rănirea unui mare număr de demonstranți. (Vezi și: Duminica însângerată (1905)). Preotul a fost salvat de la moarte de adepții săi. El l-a afurisit pe țar și a chemat muncitorii să se ridice la luptă împotriva regimului, iar, la scurtă vreme după aceasta, a fugit din țară. În străinătate a început să aibă legături strânse cu eserii. După publicarea Proclamației din octombrie, Gapon s-a reîntors în Rusia și a reluat legăturile cu Ohrana. Fiind suspectat că ar fi fost agent provocator al poliției secrete, Gapon a fost condamnat la moarte de socialiștii revoluționari și a fost spânzurat într-o casă țărănească din Finlanda de către Pinhas Rutenberg.